# Gåsmors sagor
Gåsmors sagor (fransk titel: Histoires ou contes du temps passé, avec des moralités – Contes de ma mère l'Oye, på svenska även Charles Perraults sagor och Riddar Blåskägg och andra sagor) är en barnbok av Charles Perrault. Boken utgavs första gången på franska 1697 och omfattade då åtta sagor. Boken kom att bli mycket populär, vilket bidrog till att Perraults övriga verk hamnade något i skymundan, och senare upplagor har inkluderat ytterligare tre av Perraults berättelse. Samlingen har publicerats på svenska i åtminstone tre översättningar, och härutöver finns flertalet av de enskilda sagorna i en oräknelig mängd svenskspråkiga mer eller mindre fria översättningar och tolkningar.

## Bakgrund
Gåsmors sagor gavs ut vid en tid då sagor inte var för barn, utan för vuxna. Sagor var på modet i samhällets övre klasser, och de sagor som ändå fanns för barn spreds muntligt av barnmorskor och barnskötare som kom till städerna för att arbeta. Perrault influeras av dessa muntliga berättelser när han skriver Gåsmors sagor.
Perrault nådde en explosiv och oanad framgång med Gåsmors sagor när den utgavs 1697, vilket resulterade i en andra upplaga redan samma år. Olyckligtvis bidrog framgången till motgångar då intresset efter hand svalnade allteftersom nya sagor gavs ut. Vid Perraults död 1703 var intresset för hans sagor så gott som obefintligt. Sagornas popularitet minskade sedermera beroende på upplysningstidens ideal.

## Innehåll och översättningar
Samlingen bestod ursprungligen, 1697, av åtta sagor på prosa. I och med den franska upplagan från 1781 inkluderases även en novell och två rimmade berättelser, samtliga skrivna av Perrault före sagorna. Någon eller samtliga av tre berättelser saknas även i vissa senare upplagor och översättningar.
Sagosamlingen har översatts åtminstone tre gånger till svenska: 1873 utkom den som "Charles Perraults sagor" i översättning av Julius Humble,  1915 kom en nyöversättning av Elise Adelsköld, med titeln "Riddar Blåskägg och andra sagor".  och 1955, följde Hjalmar Gullberg översättning, nu med titeln "Gåsmors sagor". Samtliga tre versioner har utkommit i flera upplagor.
Flera av historierna i Gåsmors sagor fanns med i Bröderna Grimms Kinder- unde Hausmärchen från 1812, utan hänvisning till källan. Bröderna Grimms bok gavs ut på svenska första gången 1860 under titeln Bröderna Grimms Barn- och folksagor, och i Sverige är det främst deras versioner av berättelserna som fått fäste.
| Originaltitel                                                                        | Svensk titel (Humble)            | Svensk titel (Adelsköld)            | Svensk titel (Gullberg)              | Motsvarighet hos bröderna Grimm                |
| ------------------------------------------------------------------------------------ | -------------------------------- | ----------------------------------- | ------------------------------------ | ---------------------------------------------- |
| Cendrillon ou la Petite Pantoufle de verre                                           | Askungen                         | Askungen                            | Askungen eller den lilla glastoffeln | Askungen (Aschenputtel)                        |
| La Belle au bois dormant                                                             | Prinsessan i den sofvande skogen | Prinsessan i den sovande skogen     | Prinsessan i den sovande skogen      | Törnrosa (Dornröschen)                         |
| Le Petit Chaperon rouge                                                              | Den lilla Rödhättan              | Sagan om den lilla Rödhättan        | Den lilla Rödhättan                  | Rödluvan (Rotkäppchen)                         |
| Le Maître chat ou le Chat botté                                                      | Mästerkatten                     | Mästerkatten eller Katten i stövlar | Katten i stövlar                     | Mästerkatten i stövlar (Der gestiefelte Kater) |
| Les Fées                                                                             | Féen                             | Den goda feen                       | Féerna                               | Mor Hulda (Frau Holle)                         |
| Le Petit Poucet                                                                      | Tumme-liten                      | Tummeliten                          | Tummeliten                           | —                                              |
| La Barbe bleue                                                                       | Blåskägg                         | Riddar Blåskägg                     | Blåskägg                             | —                                              |
| Riquet à la houppe                                                                   | Riquet med tofsen                | Riquet med tofsen                   | Riquet med tofsen                    | —                                              |
| Peau d'âne (ursprungligen publicerad 1694)                                           | Åsnehud                          | Åsnehud                             | —                                    | —                                              |
| Les Souhaits ridicules (ursprungligen publicerad 1693)                               | —                                | De narraktiga önskningarna          | —                                    | —                                              |
| La Marquise de Salusses ou la Patience de Griselidis (ursprungligen publicerad 1691) | —                                | —                                   | —                                    | —                                              |

## Bearbetningar
- De flesta av sagorna har gjorts till animerade filmer av såväl Disney som andra animationsstudior, antingen i sin helhet eller genom lån av rollfigurer. Bland annat spelas ett avsnitt ur den tecknade filmen Askungen från 1950 i svensk television varje julafton.
- Tjajkovskij har skrivit en balett inspirerad av Prinsessan i den sovande skogen.
- Ravel har skrivit Ma mère l'Oye, en svit för fyrhändigt piano, senare orkestrerad.